# Ngabö Ngawang Jigme
Ngabö Ngawang Jigme, även känd som Ngapoi Ngawang Jigme, född 1 februari 1910 i Lhasa, Tibet, död 23 december 2009 i Peking, var en tibetansk-kinesisk politiker som spelade en viktig roll under Tibets införlivande i Kina.

## Biografi
Ngabö Ngawang Jigme föddes i en aristokratisk familj i Lhasa och sändes att studera i Storbritannien. 1932 återvände han till Tibet och gick med i den tibetanska armén. 1950 fick han Dalai Lamas uppdrag att förhandla med Kinas regering och han var en av undertecknarna av Sjuttonpunktsöverenskommelsen mellan Kina och Tibet 1951. Han stannade kvar i Tibet efter upproret 1959 och fortsatte att tjäna i viktiga positioner i Folkrepubliken Kinas regering. Han var bland annat som ordförande i den autonoma regionen Tibet åren 1964–1968 och lyckades undvika förföljelse under kulturrevolutionen.
Han höll även poster inom Statsrådet och Nationella Folkkongressen. Jigme avled den 23 december 2009, 99 år gammal (100 enligt deras sätt att räkna).